# Elisa Shua Dusapin
Elisa Shua Dusapin, 1992. október 23-án született a franciaországi Sarlat-la-Canédában, francia-koreai írónő, jelenleg Svájcban él.

## Élete

### Családja és iskolái
Elisa Shua Dusapin 1992. október 23-án született a dordognei Sarlat-la-Canéda városában francia ápoló és akupunktúrás gyógyító apa, valamint dél-koreai anya gyermekeként, aki a svájci német nyelvű rádió tolmácsa és újságírója volt. A nagyszülei voltak felelősek a Pestalozzi gyermekfalu koreai házáért Appenzell Ausserrhodenben. Három húga van.
Párizsban és Zürichben nőtt fel, mielőtt családja 1999-ben a svájci Jura kantonban lévő Porrentruy-ba költözött. 2005-ben kapta meg a svájci állampolgárságot.
2011-ben érettségizett a Porrentruy középiskolában, és a berni Művészeti Egyetemen kezdett tanulmányokat. 2014-ben a bieli Svájci Irodalmi Intézetben szerzett bachelor fokozatot.
2016-ban a Lausanne-i Egyetemen mesterdiplomát szerzett modern francia nyelvből. Ugyanebben az évben a Jura-kormányzat kinevezte Jura kanton nagykövetévé.
2017-ben 50 000 svájci frank kulturális ösztöndíjat kapott a Leenaards Alapítványtól, és hat hónapot töltött New Yorkban egy művészképzésben.

### Írói pályafutása
2016-ban Elisa Shua Dusapin kiadta első regényét, a Hiver à Sokcho-t, amely számos díjat nyert, köztük a National Book Award for Translated Literature, a Prix Robert-Walser, Prix Alpha és a Prix Régine-Deforges díjat. Ez a könyv a kultúrák keveredésével, az identitással, a nyelvhez való viszonyával és a kommunikáció nehézségeivel foglalkozik. Az Észak-Koreával határos Sokcho város kikötői és téli hangulatában Elisa Shua Dusapin azt a bonyolult kapcsolatot tárja fel, amely a fiatal francia-koreai narrátor és egy francia képregényművész között alakul ki. 2024-ben a regényt a francia-japán rendező, Koya Kamura megfilmesítette.
2018. augusztus 23-án megjelent második regénye, a Les Billes du Pachinko (Pacsinko golyói) a Hiver à Sokcho (Tél Szokcsóban) című első könyv témáinak feltárását folytatja, a koreai közösség 1950-es években, a háború utáni Japánba való kivándorlásának hátterében. Claire, a svájci-koreai narrátor augusztus hónapját nagyszüleinél tölti, akik egy Pacsinko intézményt vezetnek Tokióban, azzal a céllal, hogy száműzetésük óta először visszahozzák őket Koreába.
2021 novemberében Winter in Sokcho, Hiver à Sokcho című regényének angol változata (Aneesa Abbas Higgins fordítása) elnyerte a National Book Award díjat, a „fordított irodalom” kategóriában; 154 kortárs, 27 különböző nyelvű regény közül választották. Elisa Shua Dusapin az első svájci író, aki megkapta ezt a díjat.

### Egyéb művészeti tevékenységek
5 éves kora óta hegedül.
2015-ben Elisa Shua Dusapin Maya Bösch rendező asszisztense volt, majd színésznőként játszott Les Exilées d'Eschyle című darabjában, amelyet a genfi Batie fesztiválon mutattak be szeptemberben.
Ugyanebben az évben megírta a szöveget az első, gyermekeknek szóló zenés műsorhoz, amely a M’sieur Boniface címet viseli. Ez a műsor elmerült Bourvil világában. Előadja Thierry Romanens és a Moutier és a Sakaziq régió gyermekkórusa. Ebből az előadásból hangoskönyv lesz, Yves Juillerat illusztrálta, Charlotte Riondel narrátorral.
Elisa Shua Dusapin 2016 óta tagja a „fOrum Culture” nevű egyesületnek, amely a Berni Jura, Jura és Bienne kulturális szereplőit és színészeit tömöríti.
2018-ban megírta az Olive en bulle című zenés mesét Claude Debussy zenéjével.

## Bibliográfia
Regények
- Hiver à Sokcho(wd) (2016) ISBN 978-2889273416; Winter in Sokcho, trans. Aneesa Abbas Higgins(wd) (Daunt Books, 2020; Open Letter Books, 2021)
- Les Billes du Pachinko (2018) ISBN 978-2889275793; The Pachinko Parlour, trans. Aneesa Abbas Higgins (Daunt Books, 2022; Open Letter Books, 2022)
- Vladivostok Circus (2020) ISBN 978-2889278015
- Le vieil incendie (2023)

Novellák
- C'était une nuit de fièvre (2011). Published in Contes et Nouvelles (Prix Interrégional Jeunes Auteurs)[25]
- Les Ursulines (2017) Published in Addict Culture.[26]
- L’œil sans paupière (2018) Published in Le Temps[27]
- Le Colibri (2022) ISBN 9782889085934

Musical-ek
- M'sieur Boniface (2015)
- Olive en bulle (2018)

Egyéb
- Le regard du Lièvre (2018), René Lièvre fotói Elisa Shua Dusapin szövegével

### Magyarul megjelent
- Tél Szokcsóban (Hiver à Sokcho) – Magvető, Budapest, 2023 · ISBN 9789631442700 · Fordította: Kiss Kornélia
- A pacsinkógolyók (Les Billes du Pachinko) – Magvető, Budapest, 2024 · ISBN 9789631444575 · Fordította: Kiss Kornélia

## Díjai
- 2016: Prix Robert-Walser[14] (Hiver à Sokcho)
- 2017: Prix Régine Desforges[16] (Hiver à Sokcho)
- 2019: Prix suisse de littérature(wd) (Les Billes du Pachinko)
- 2021: National Book Award for Translated Literature(wd) (Winter in Sokcho), franciából fordította Aneesa Abbas Higgins[28]
- 2023: Prix Wepler-Fondation La Poste for Le vieil incendie[29]

## Fordítás
- Ez a szócikk részben vagy egészben  az   Elisa Shua Dusapin című angol Wikipédia-szócikk fordításán alapul.  Az eredeti cikk szerkesztőit annak laptörténete sorolja fel. Ez a jelzés csupán a megfogalmazás eredetét és a szerzői jogokat jelzi, nem szolgál a cikkben szereplő információk forrásmegjelöléseként.
- Ez a szócikk részben vagy egészben  az   Elisa Shua Dusapin című francia Wikipédia-szócikk fordításán alapul.  Az eredeti cikk szerkesztőit annak laptörténete sorolja fel. Ez a jelzés csupán a megfogalmazás eredetét és a szerzői jogokat jelzi, nem szolgál a cikkben szereplő információk forrásmegjelöléseként.